# SK Telecom
SK Telecom ist ein südkoreanisches Unternehmen mit Firmensitz in Seoul. Das Unternehmen gehört zu den Top Ten des Aktienindex KOSPI.

## Geschichte
Das Unternehmen ist ein Tochterunternehmen der SK Group. Der größte Anteilseigner ist SK Corp. (25,22 %). (Stand 2015) SK Telecom wurde 1984 gegründet und ist ein Anbieter von Telekommunikation in Südkorea. Das Unternehmen hatte 2014 einen Anteil in diesem Bereich von 46,2 Prozent. Im Bereich der kombinierten mobilen Dienste führt das Unternehmen mit einem Marktanteil von 51,1 % vor den Mitbewerbern KT und LG Uplus. Die Mitbewerber haben vor allem die Befürchtung, dass der Marktführer durch den Erwerb von CJ HelloVision den Markt noch mehr dominieren würde.
Seit Dezember 2010 ist Ha Sung-min (하성민) CEO des Unternehmens. Choi Jin-sung, CTO des Unternehmens, wurde 2016 zum Vorsitzenden des Telecom Infra Project (TIP) gewählt. Das TIP ist ein internationales Gemeinschaftsprojekt von Unternehmen, das an der 5. Generation (5G) Netzwerktechnologie arbeitet. Das Unternehmen ist sehr daran interessiert, die Technologie bei den Olympischen Winterspielen 2018 in Pyeongchang der Weltöffentlichkeit vorzuführen.
Im Jahr 2014 kaufte das Unternehmen iriver auf.
SK Telecom gehört zu den ersten Unterstützern der FIDO-Allianz, die seit 2013 den Industriestandard Universal Second Factor (U2F) für eine allgemein anwendbare Zwei-Faktor-Authentifizierung entwickelt hat.
SK Telecom besitzt ein E-Sport-Werksteam namens SK Telecom T1, eine Baseball-Mannschaft (SK Wyverns), eine Basketball-Mannschaft (SK Knights). Außerdem sponsert das Unternehmen viele Sportler und Sportorganisationen.

## Geschäftsbereiche

### SK Telecom (Telekommunikation und Konvergenz)
- Sensoren
- Geschäftslösungen
- M2M (machine to machine)
- Kabelnetze
- Funknetze
- Netzwerk F&E
- Smarte Devices
- Individualisiertes Marketing

### SK Planet (Serviceplattform, Tochter von SK Telecom)
- E-Handel
- NFC
- LBS (location-based service)
- Media

### SK Hynix (Hardware, Tochter von SK Telecom)
- Speicher
- Halbleiter

SK Telecom wird mit den beiden Tochterunternehmen auf die vier Wachstumsfelder konzentrieren:
- ICT Konvergenz
- Forschung und Geschäftsentwicklung
- Bildung
- Gesundheit